# Шалаховское водохранилище
Шалаховское водохранилище — водохранилище на реке Цне (бассейн Оки).
Расположено на востоке Московской области России, в муниципальном округе Егорьевск, в 18 километрах к востоку от города Егорьевск, в окружении слабо нарушенных лесных массивов и лугов. Высота над уровнем моря — 116 метров. Площадь ― более 500 гектар.
Образовано на месте пойменных болот в долине реки Цны. Протяжённость с запада на восток — 7,5 километров. Ширина в западной части — от 150 до 500 метров, в восточной — от 1000 до 1300 метров , средняя глубина — 2,0 метра, максимальная — 4,5 метра. Колебание уровня воды составляет 50 сантиметров. Ложе чистое, илисто-песчаное, ровное. Водосбор в виде плоской зандровой равнины западной Мещёры.
Является ценным водно-болотным угодьем регионального значения, мелководья и заросли полуводной растительности которого — прекрасное место обитания для водоплавающих видов птиц. Рыба составляет кормовую базу для хищных птиц. К ценной фауне угодья относятся серая цапля, скопа, орлан-белохвост, большой подорлик, серый журавль, глухарь, мохноногий сыч, седой дятел.
Большая часть водохранилища окружена государственным природным заказником областного значения «Цна». На берегу находится государственный памятник природы областного значения «Шалаховская колония серых цапель».
На северном берегу водохранилища расположена деревня Шалахово.